# Anne de Trébizonde
Pour l’article homonyme, voir Anne de Trébizonde (1357-1406).
Anne de Trébizonde ou Anne Anachoutlou Megale Komnene (en grec : Άννα Μεγάλη Κομνηνή, Anna Megalē Komnēnē ; morte en 1342) est impératrice de Trébizonde du 17 juillet 1341 au 4 septembre 1342.

## Biographie
Anna Anatchoutlou est la fille aînée de l’empereur Alexis II de Trébizonde et de son épouse la princesse géorgienne Djiadjak, une fille de Bekha Ier Djakeli, atabeg de Samtskhé. Anne, qui est nonne pendant le règne d’Irène Palaiologina, se laisse persuader par un parti de nobles de Trébizonde de renoncer à ses vœux monastique pour faire valoir ses droits au trône.
Mettant à profit une révolte populaire, les partisans d’Anne, appuyés par les troupes de son cousin germain le roi Georges V de Géorgie, se présentent devant les murs de la ville où elle est acclamée comme impératrice sans résistance le 17 juillet 1341, pendant qu’Irène est déposée.
Trois semaines plus tard, le 30 juillet, des navires byzantins se présentent devant la ville avec à son bord Michel Comnène, l’oncle d’Anne, qui a été choisi pour époux pour Irène Palaiologina par l’empereur byzantin Jean V Paléologue. Le métropolite de Trébizonde et une partie de la noblesse reconnaissent alors Michel comme héritier légitime de l’empire de Trébizonde. Toutefois, le prétendant est rapidement enfermé dans son palais pendant que les troupes géorgiennes d’Anna dispersent son escorte et pillent ses navires (7 août 1341). Les jours suivants, Michel est exilé pendant qu’Irène Palaiologina réussit à s’enfuir à Constantinople. La souveraineté d’Anne semble incontestée même si elle reste une marionnette entre les mains de la noblesse. La population, qui doit faire face à des raids des Turcomans, commence à se détacher d’elle.
Nicétas et Grégoire, les chefs de la noblesse favorable à Michel, retournent à Constantinople et convainquent le gouvernement impérial d’envoyer comme prétendant au trône Jean Comnène, le jeune fils de Michel. En septembre 1342 avec l'aide des Génois, la petite flotte de Jean se présente devant Trébizonde. Bien qu’Anne et ses commanditaires tentent d’organiser la résistance, une nouvelle révolte populaire éclate et les partisans de Jean prennent la ville le 4 septembre et couronnent le prétendant sous le nom de Jean III de Trébizonde le 9 septembre 1342. Ses partisans exécutent alors leurs principaux rivaux et l’impératrice Anne est étranglée peu de temps après sa déposition.